# 잭살차
잭살차 또는 잭설차는 경상남도 하동군에서 생산되는 전통 홍차이다.
이름은 ‘작설’의 하동지방 방언에서 유래하였다. 비상상비약으로 이용되기도 하였다. 일반적인 홍차가 대엽종(大葉種, 큰 잎)인데 반해 소엽종(小葉種, 작은 잎)의 차나무로 만들기 때문에 쓴맛이 다소 약하다. 음식 칼럼니스트 황교익은 "녹차와 홍차의 중간맛으로, 단맛 구수한 맛 싸한 향이 매력적"이라고 평가하였다.
맛의 방주에 등재되어 있다.

## 사진

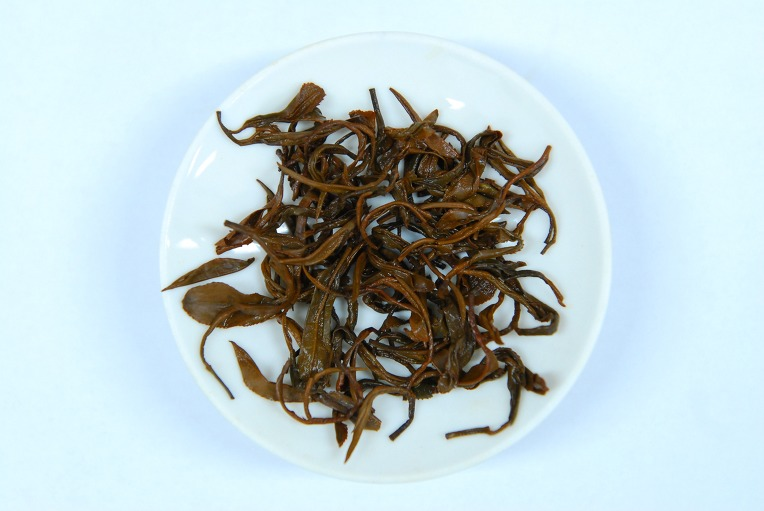
잭살차 찻잎
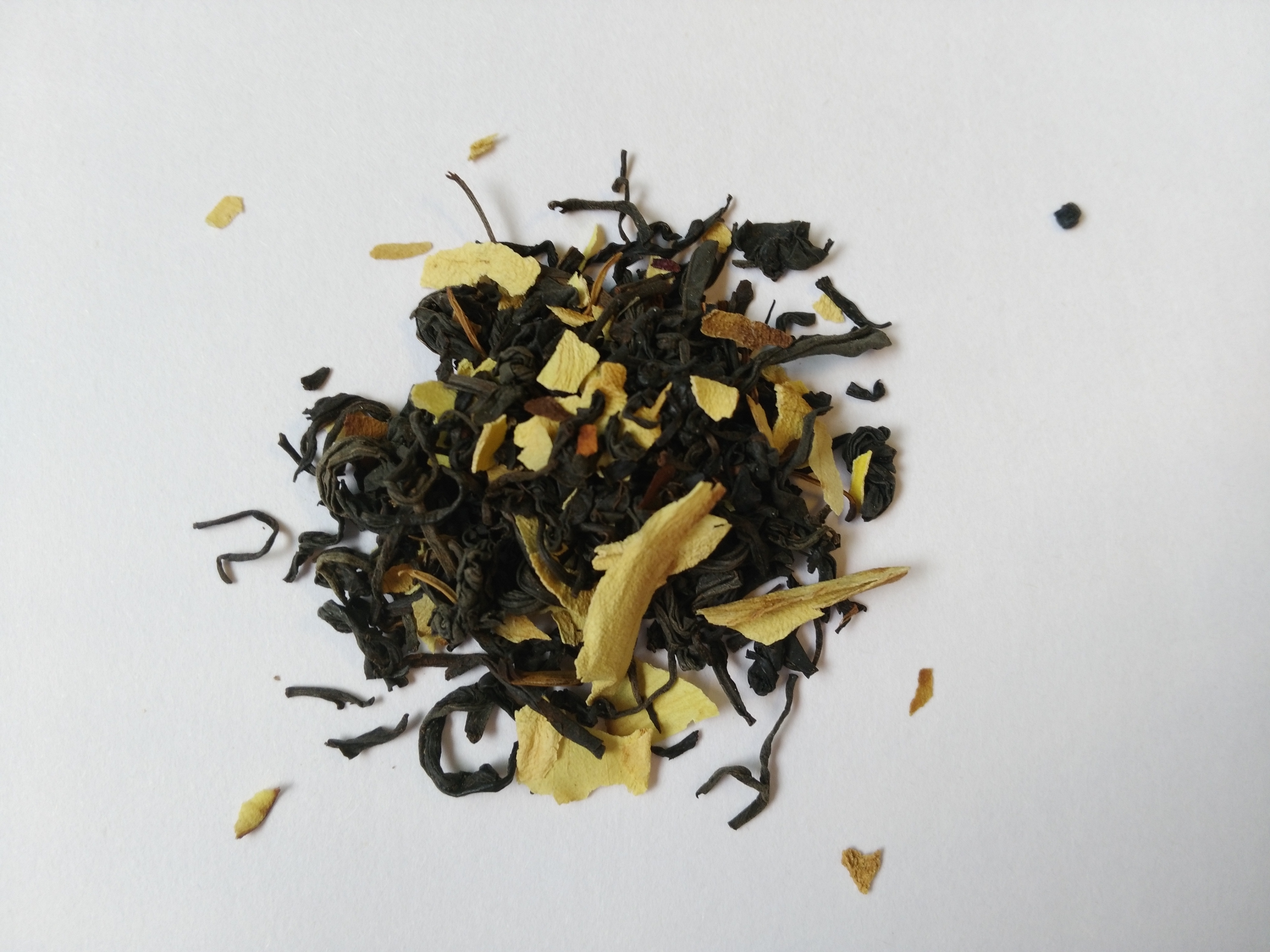
목련꽃잎과 블렌딩한 잭설차